# Suma y Sigue del arte contemporáneo
 (mai 2025).
Suma y Sigue del arte contemporáneo est une revue de critique et de théorie de l'art et d'architecture, publiée à Valence (Espagne) entre 1962 et 1967 sans périodicité fixe,.

## Présentation
Éditée par José Huguet et dirigé par Vicente Aguilera Cerni (es) entre 1962 et 1967, la revue devient un moyen de faire connaître en Espagne les tendances et les débats internationaux. À l'échelle du Pays valencien, il s'agit d'une publication fondamentale de critique et de théorie de l'art au cours de cette décennie.
Depuis ses pages, les débats théoriques pointent l’épuisement atteint par l’informalisme et développent des propositions nouvelles liées à l’art optique et à l’art cinétique, ainsi qu’à de nouvelles formes de réalisme,.
La revue publie plusieurs numéros spéciaux, par exemple sur le Pays valencien ou la Catalogne.